# Hornbæk
Hornbæk est une localité côtière située au nord de l’île de Seeland, région de Hovedstaden au Danemark.
En 2020 sa population était de 3 641 habitants.